# SGS (企業)
SGS（仏: SGS S.A, Société Générale de Surveillance S.A.）は、スイス・ジュネーヴに本拠を置き、検査、検証、試験、および認証を行う企業。認証企業としては世界最大の規模を持つ。世界100か国以上に1,800以上の事務所と研究所を持ち、各産業分野における検査や試験、公的機関により定められた規格の認証などを行っている。日本法人はSGSジャパン株式会社。スイス証券取引所上場企業（SIX: SGSN）。

## 沿革
1878年12月、フランス・ルーアンで、穀物の出荷検査所として、ラトビア系移民により設立された。輸送途中における穀物の収縮や盗難を検品する目的で始められたが、事業が急速に伸び、1年でル・アーヴルやマルセイユに拠点が設けられた。第一次世界大戦中の1915年7月、ジュネーブに本部を移転、1919年に社名をSociété Générale de Surveillanceとした。20世紀半ばにSGSの取り扱う対象は、石油や自動車・消費財などの多様な産業分野へと拡大、1981年に上場企業となった。SGSの認証を受けた製品は、SGSの認証マークを付けることができる。
地域別の売上ではEMEAが全体の4割強、アジア太平洋地域が3割強、南北アメリカが2割強である。ベルギーの投資会社のグループ・ブリュッセル・ランバートが最大株主となっている。

## 日本法人
日本におけるSGSは、1922年「SGSファーイースト」として設立されたことに始まる。1987年「SGS ジャパン」として株式会社化された。日本本社は横浜にあり、名古屋と大阪に事業所を持つ。2020年12月、SGSジャパンは株式会社クオルテックとの合弁会社「SGSクオルテック株式会社」設立に関する株主間契約書を締結した。